# Рзаев, Ровшан Абдулла оглы
Ровша́н Абдулла́ оглы́ Рза́ев (азерб. Rövşən Abdulla oğlu Rzayev; 15 октября 1969, Сахиль — 8 января 1999, Гобустан) — сотрудник пенитенциарной системы Азербайджана, Национальный Герой Азербайджана (1999).

## Биография
Родился Ровшан Рзаев 15 октября 1969 года в посёлке Сахиль, пригороде города Баку Азербайджанской ССР. В 1986 году завершил обучение в городской средней школе № 253. В том же году поступил на обучение во Владикавказское высшее военное командное училище. В 1992 году добровольно записался в Национальную армию Азербайджана. Ровшана часто направляли в зону боевых действий армяно-азербайджанского конфликта.
В феврале 1992 года был назначен командиром 6-го взвода батальона № 6500. Сражался в боях за сёла Паправенд, Пирджамал, Аранзамин, Шелли, Нахчыванлы в Агдамском районе, где ему удалось уничтожить большое количество сил противника.
Отважный командир был тяжело ранен в одном из боёв в селе Нахчыванлы в июне 1992 года. В марте 1993 года командование назначило его начальником штаба воинской части 7535 Министерства юстиции Азербайджана. В июне 1994 года стал начальником штаба 4-го батальона, в котором сам служил. 19 января 1996 года был назначен командиром 15-го отряда 6500-го полка. Через некоторое время Рзаева повысили до должности начальника штаба батальона при охране Главного управления судебных решений Министерства юстиции. Он дослужился до звания капитан. Последняя должность Ровшана Рзаева — командир отряда охраны Гобустанской тюрьмы.
В январе 1999 года в Гобустанской тюрьме поднялся мятеж заключённых. Повстанцы взяли в заложники несколько раненых солдат. Услышав это, командир отряда немедленно отправился в тюрьму и договорился с повстанцами о спасении солдат. Вместо раненых солдат сам стал заложником в руках мятежников. Приняв это опасное решение, Рзаев спас жизни своих солдат. Капитан полиции Ровшан Рзаев погиб от рук повстанцев при исполнении служебных обязанностей.
Ровшан был женат, воспитывал двоих детей.

## Память
Указом Президента Азербайджанской Республики № 73 от 12 января 1999 года Ровшану Абдулла оглы Рзаеву было присвоено звание Национального Героя Азербайджана.
Похоронен в родном посёлке Сахиль.
В посёлке Сахиль есть парк имени Ровшана Рзаева, в котором в его честь установлен бюст.